# Luxico
Luxico (portugisiska) eller Lushiko (franska) är en flod i norra Angola och sydvästra Kongo-Kinshasa, ett biflöde till Loange. I Kongo-Kinshasa bildar den gräns mellan provinserna Kwango respektive Kwilu till vänster och Kasaï till höger.